# 青い炎
『青い炎』（あおいほのお）は、工藤静香による2作目となる中島みゆきの楽曲のカバー・アルバム。2021年3月10日に発売元のポニーキャニオンから発売された。

## 解説
2008年8月20日に発売された工藤静香による中島みゆき楽曲カバー・アルバム第一弾『MY PRECIOUS -Shizuka sings songs of Miyuki-』から実に12年半ぶりとなる続編。
赤い炎よりも温度が高い「青い炎」というタイトルは、工藤の中島への敬愛の念と今作に対する情熱の大きさを表現しているとのこと。

## 収録曲
- 全作詞・作曲:中島みゆき

|    | 楽曲                       | 編曲       | 中島みゆき収録作品 | 備考                                                                                         |
| -- | -------------------------- | ---------- | --- | -------------------------------------------------------------------------------------------- |
| 1  | 世情                       | 渡辺剛     | 愛していると云ってくれ 中島みゆき BEST SELECTION II 大銀幕 元気ですか 中島みゆき ライブ リクエスト -歌旅・縁会・一会- | TBSテレビ『3年B組金八先生』第2シリーズ第24話挿入歌                                           |
| 2  | アザミ嬢のララバイ         | 渡辺剛     | 私の声が聞こえますか 中島みゆき THE BEST Singles ここにいるよ                                                         | 中島みゆき1stシングル                                                                        |
| 3  | 旅人のうた                 | 山口俊樹   | 大吟醸 パラダイス・カフェ Singles 2000 ここにいるよ                                                                   | 日本テレビ系ドラマ『家なき子2』主題歌                                                        |
| 4  | 糸                         | 酒井麻由佳 | EAST ASIA 大銀幕 Singles 2000 元気ですか 中島みゆき ライブ リクエスト -歌旅・縁会・一会- ここにいるよ                 | TBS系テレビドラマ『聖者の行進』主題歌                                                        |
| 5  | 時代                       | 澤近泰輔   | 私の声が聞こえますか Singles II 元気ですか ここにいるよ                                                               | 工藤版は1993年リリース版を下敷きにしている。                                                 |
| 6  | 誕生                       | 酒井麻由佳 | EAST ASIA Singles II 大吟醸 中島みゆき ライブ リクエスト -歌旅・縁会・一会- ここにいるよ                              |                                                                                              |
| 7  | ホームにて                 | 渡辺剛     | あ・り・が・と・う Singles ここにいるよ                                                                               |                                                                                              |
| 8  | あした                     | 山口俊樹   | 夜を往け Singles II ここにいるよ                                                                                      | KDD「001」CMソング                                                                           |
| 9  | 化粧                       | 澤近泰輔   | 愛していると云ってくれ 元気ですか                                                                                     |                                                                                              |
| 10 | 地上の星                   | 澤近泰輔   | 短篇集 Singles 2000 中島みゆき・21世紀ベストセレクション『前途』 ここにいるよ                                         | NHK総合テレビ『プロジェクトX〜挑戦者たち〜』オープニングテーマ                               |
| 11 | ファイト!                  | 渡辺剛     | 予感 Singles 2000 ここにいるよ                                                                                        |                                                                                              |
| 12 | ヘッドライト・テールライト | 澤近泰輔   | 短篇集 Singles 2000 中島みゆき・21世紀ベストセレクション『前途』                                                      | NHK総合テレビ『プロジェクトX〜挑戦者たち〜』エンディングテーマ、また工藤版はMVが制作された。 |
| 13 | 眠らないで                 | 酒井麻由佳 | LOVE OR NOTHING 大銀幕                                                                                                |                                                                                              |